# ベラ・イヴァニシヴィリ
ベラ・イヴァニシヴィリ（グルジア語: ბერა ივანიშვილი、グルジア語ラテン翻字: Bera Ivanishvili、1994年12月23日 – ）は、ジョージアの歌手、作詞家、作曲家、音楽プロデューサー。ジョージアの夢ミュージックグループに所属。ベラ（ბერა）の名で、ポップ・ミュージック、ヒップホップ・ミュージック、リズム・アンド・ブルースの分野で国際的に活動している。

## 経歴
ベラは1994年に実業家ビジナ・イヴァニシヴィリの二男として誕生。先天的にメラニンが欠乏するアルビノであった。2012年、父親のビジナ・イヴァニシヴィリは野党連合「ジョージアの夢」を結成し、同年の総選挙に勝利して首相となった。ベラは父親の選挙活動を応援するため、ラップの楽曲「ジョージアの夢」（グルジア語: ქართული ოცნება; グルジア語ラテン翻字: Kartuli Otsneba）を発表した。政党連合「ジョージアの夢」の名は、この楽曲に由来している。